# Roger W. Sperry
Roger Wolcott Sperry (West Hartford, Connecticut, 20. kolovoza, 1913. – 17. travnja, 1994.) bio je američki neurofiziolog i neurobiolog, koji je zajedno s Davidom H. Hubelom i Torstenom N. Wieselom, dobio 1981. Nobelovu nagradu za fiziologiju ili medicinu za svoj rad na istraživanju mozga.
Kada je primao Nobelovu nagradu, Sperry je bio u kasnom stadiju bolesti kuru, kojom se zarazio kao mladi znanstvenik kroz kontakt sa zaraženim mozgovima, koje je koristio u svojim istraživanjima.

## Rad
Sperry je, sa svojim kolegama, na osobama kojima je prerezan lat. corpus callosum, (dio mozga koji prenosi signale s jedne polutke velikog mozga na drugu) kako bi im bila izliječena ili ublažena epilepsija ili kojima je corpus callosum oštečen tijekom kirurškog zahvata, vršio raznolika ispitivanja za koja su znali da su ovisna o određenim polutkama. Svojim rezultatima su pokazali da oštečenjem corpusa callosuma prestaje razmjena informacija između dvije polutke i da u glavi osobe ostaju koegistirati dva funkcionalno neovisna mozga.

## Vanjske poveznice
- Nobelova nagrada - autobiografija(engl.)